# Гомельский областной музей военной славы
Гомельский областной музей военной славы (бел. Гомельскі абласны музей ваеннай славы) — музей, расположенный в центральной части Гомеля и посвящённый военной истории Гомельщины.
Первая очередь музея была открыта в 2004 году накануне празднования 60-летия освобождения Белоруссии от немецко-фашистских захватчиков. 26 апреля 2005 года состоялось открытие полного музейного комплекса. В торжественной церемонии принял участие президент Республики Беларусь Александр Григорьевич Лукашенко.

## Экспозиция
Основная экспозиция музея посвящена событиям военной истории Гомельщины с древнейших времён до наших дней. Она размещается в восьми залах на двух этажах здания музея. Среди экспонатов — коллекции холодного и огнестрельного оружия, форма солдат и офицеров, награды, фотографии и документы времён Первой и Второй мировых войн.
На открытой площадке возле здания музея размещена выставка военной техники XX века. В числе представленных экспонатов — танк Т-80Б, боевая машина десанта БМД-1, самоходная гаубица 2С1, грузовой автомобиль ЗИС-5В и ещё более 30 единиц техники. Кроме того, здесь расположены локальная экспозиция «Партизанский городок», локальная экспозиция в санитарном вагоне, а также функционирует пневматический тир.
В 2010 году при музее военной славы был образован Гомельский музей криминалистики, экспозиция которого посвящена истории борьбы с преступностью на Гомельщине за последний век. В нём можно ознакомиться с образцами оружия, амуницией и снаряжением, фрагментами кабинетов сотрудников милицейских структур, а также изъятыми у преступников отмычками, поддельными документами и денежными знаками.

## Достижения
- Специальная премия Президента Республики Беларусь деятелям культуры и искусства (6 января 2011 года) — за значительные достижения в области музейного дела, большую работу по патриотическое воспитание подрастающего поколения[2].
- За достижение в 2023 году наилучших показателей в сфере социально-экономического развития учреждение «Гомельский областной музей военной славы» признан победителем соревнования и занесен на Республиканскую доску Почёта[3].